# Киан (Дагестан)
Киан (лезг. КегIан) — упразднённое село в Сулейман-Стальском районе Дагестана. На момент упразднения входило в состав Аламишинского сельсовета. Исключено из учётных данных в начале 1990-х годов.

## География
Село находится в горной местности Сулейман Стальского района, на левом берегу реки Ругунчай (приток реки Араг (Курах)), примерно в 10 км (по-прямой) к юго-западу от окраины села Касумкент.

## История
Согласно переписи 1886 года в селе было 60 хозяйств, в которых жило 325 человек: 178 мужчин и 147 женщин.
По данным на 1929 год село Кеан состояло 76 хозяйств, в административном отношении входило в состав Хутаргского сельсовета Касумкентского района. С 1930-х годы в селе был организован колхоз «Новый мир». В 1966 году на базе колхозов имени Калинина села Ортасталь, «Красное Знамя» села Юхаристаль, имени Кирова села Даркуш и «Новый Мир» села Киан был создан совхоз «Калининский». В 1968 года было принято решение о поэтапном переселении жителей села с гор на плосткость в село Аламише. В 1978 году село становиться отделением совхоза «Аламишинский».

## Население
| 1895 | 1926 | 1939 | 1970 | 1989 |
| ---- | ---- | ---- | ---- | ---- |
| 325  | ↘303 | ↘283 | ↘233 | ↘0   |

По данным Всесоюзной переписи населения 1926 года, в национальной структуре населения лезгины составляли 100 %